# Nchangastadion
Het Nchangastadion is een multifunctioneel stadion in Chingola, Zambia.
Het stadion wordt vooral gebruikt voor voetbalwedstrijden. De voetbalclub Nchanga Rangers maakt gebruik van dit stadion. Er is plaats voor 15.000 toeschouwers. 